# Веллингтон (гора, Тасмания)
Гора́ Ве́ллингтон (англ. Mount Wellington, палава-кани kunanyi) находится на юго-востоке острова (и одноимённого штата Австралии) Тасмания, рядом со столицей штата городом Хобарт. Её высота — 1271 м над уровнем моря (на некоторых картах указано 1270 м). Нижние склоны горы покрыты густым лесом, через который проложены многочисленные тропы. Верхняя часть горы часто покрыта снегом, иногда даже летом. К вершине горы проложена узкая асфальтированная дорога — общая длина пути от центра Хобарта до вершины горы Веллингтон составляет 22 км.
Если смотреть на гору со стороны Хобарта, то видны скальные сбросы в виде колонн, которые получили название «орга́нных труб» (англ. Organ Pipes). В хорошую погоду с вершины горы открываются живописные виды на Хобарт, реку Деруэнт, а также более отдалённые горы, мысы и заливы.

## География и геология

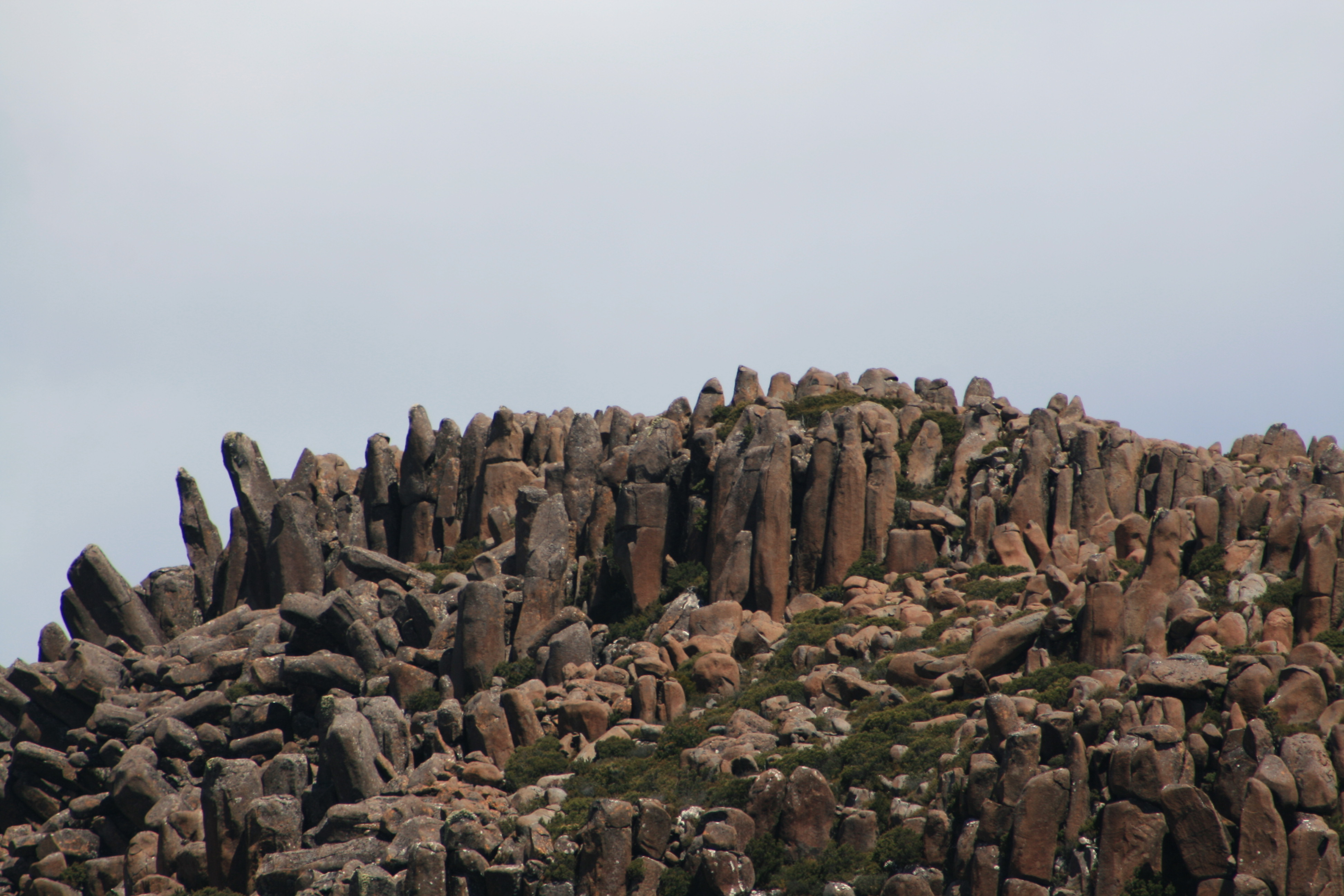
Долеритовые скалы у вершины горы

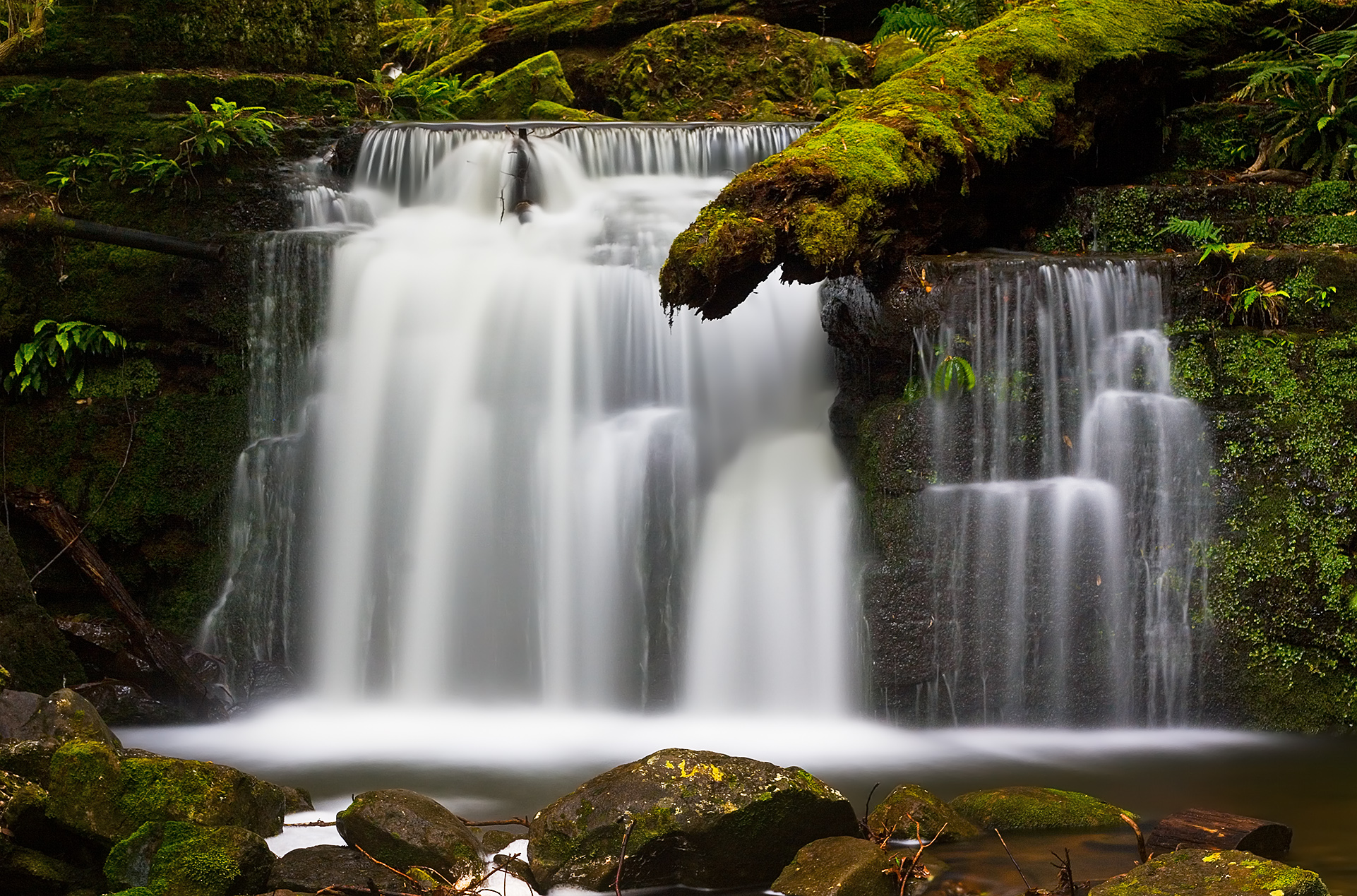
Водопад Стрикленд у восточного склона

Гора Веллингтон расположена в юго-восточной части острова Тасмания, примерно в 15 км западнее центра Хобарта. Она является частью горной гряды Веллингтон (англ. Wellington Range), которая с севера и востока ограничена рекой Деруэнт. Кроме горы Веллингтон, вершина которой является самой высокой точкой одноимённой горной гряды, в последнюю также входят горы Мариан (Mount Marian), Трестл (Trestle Mountain), Коллинз-Боннет (Collins Bonnet), Коннекшен (Mount Connection), Монтагю (Mount Montagu), Артур (Mount Arthur) и другие. В 20 км северо-западнее горы Веллингтон находится город Нью-Норфолк.
От основной вершины горы на юг уходит относительно пологий гребень (длиной около 2 км), ведущий к южной вершине горы (South Wellington, высотой около 1180 м). К западу от этого гребня расположено горное плато (местами болотистое), на котором находится исток реки Норт-Уэст-Бей (англ. North West Bay River), которая далее течёт на юг и впадает в бухту Норт-Уэст-Бей, соединяющуюся с проливом Д’Антркасто (D'Entrecasteaux Channel) и заливом Сторм (Storm Bay). На реке Норт-Уэст-Бей находится водопад Веллингтон (англ. Wellington Falls). Эта река (вместе с её притоками) обеспечивает примерно одну четвёртую часть потребностей Хобарта в питьевой воде.
На восточном склоне горы Веллингтон находится исток ручья Хобарт (англ. Hobart Rivulet), который далее течёт на восток, протекает через подземный коллектор под центральной частью города Хобарт и впадает в реку Деруэнт. В верхней части ручья, недалеко от посёлка Ферн-Три, находится водопад Стрикленд (англ. Strickland Falls). Немного южнее на восточном склоне горы находится исток ручья Санди-Бей, который также протекает через Хобарт и впадает в реку Деруэнт. По ходу течения ручья Санди-Бей находятся две запруды, образующие резервуары пресной воды.
У подножия восточного склона горы, на высоте около 400 м находится посёлок Ферн-Три (Fern Tree). Он расположен на автомобильной дороге  Хьюон-Роуд (Huon Road), которая ранее была основной дорогой, соединяющей Хобарт и Хьюонвилл, — до тех пор, пока в 1980-х годах не была построена дорога  Хьюон-Хайвей (Huon Highway), обходящая Ферн-Три с южной стороны.
Геологически гора Веллингтон сформировалась в пермский, триасовый и юрский периоды. К пермскому периоду (230—280 миллионов лет назад) относятся осадочные песчаники и аргиллиты в нижней части горы. На высоте около 600 м находятся богатые кварцем песчаники, сформировавшиеся в триасовый период (180—230 миллионов лет назад). Ближе к вершине находятся долеритовые породы, образовавшиеся в юрский период.

## История

### XVIII век и ранее
Тасманийцы (аборигенное население Тасмании) использовали различные имена для этой горы (Unghanyaletta, Pooranetere и др.), а в более позднее время отдавали предпочтение названию Кунании (Kunanyi).

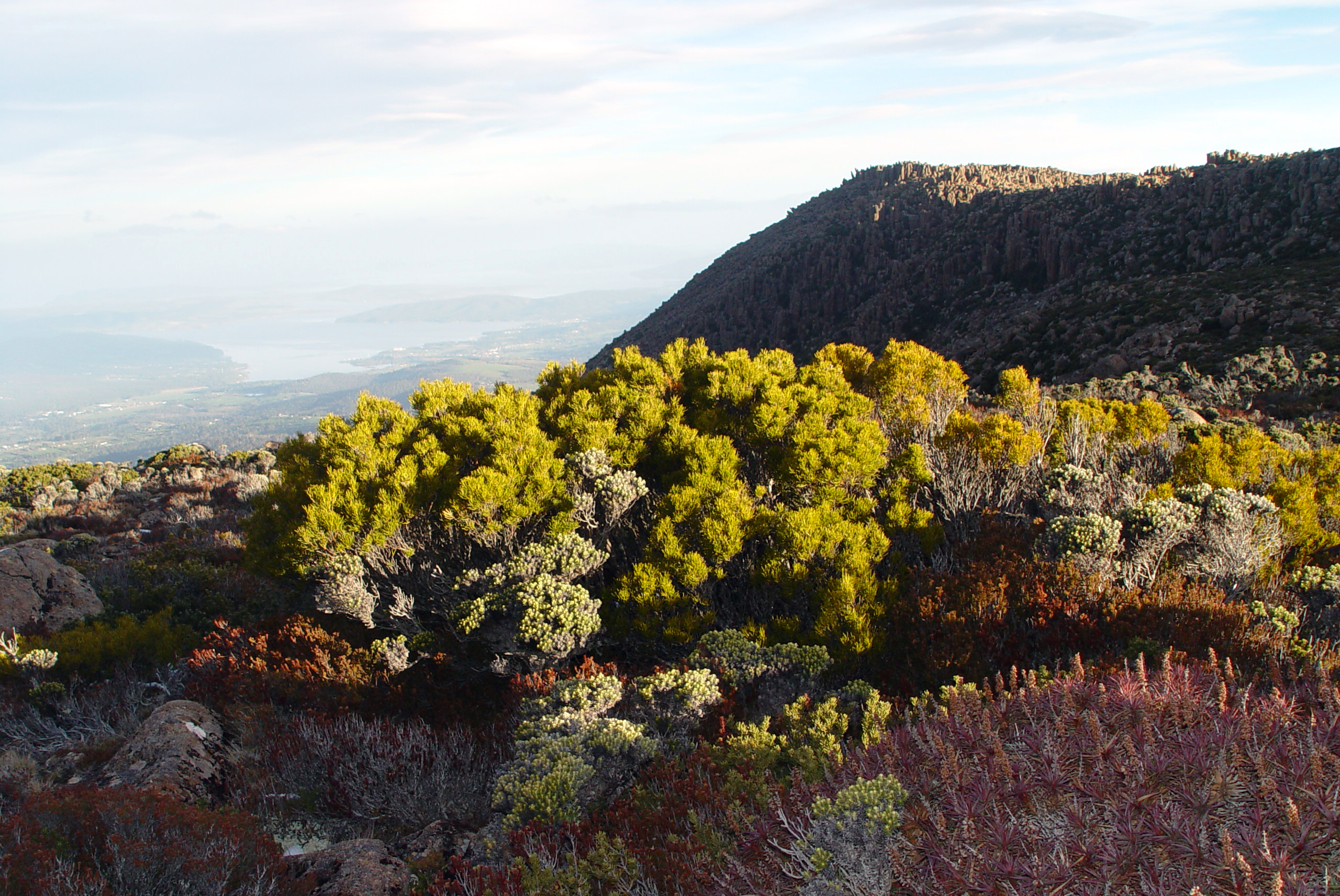
Растительность рядом с вершиной горы

Первым из европейцев, достигших этой части острова, был Абель Тасман (который назвал будущую Тасманию Землёй Ван-Димена), — но он, по-видимому, не мог видеть эту гору в 1642 году, поскольку проплыл это место на значительном расстоянии от берега, направляясь к юго-восточной оконечности острова.
В 1792 году Уильям Блай называл эту гору Столовой горой (англ. Table Hill или Table Mountain) — за её схожесть со Столовой горой в Южной Африке. В экспедиции Блая принимал участие молодой Мэтью Флиндерс. В том же году французский исследователь Жозеф Антуан де Брюни Д’Антркасто, а за ним и Николя-Тома Боден, использовали аналогичное название на французском языке, Montagne du Plateau. В 1793 году Джон Хейз (John Hayes) достиг реки Деруэнт и дал этой горе название Скиддоу (Skiddaw, в честь горы в Англии), которое впоследствии не прижилось.
В 1798 году, во время первого плавания вокруг всей Тасмании (Земли Ван-Димена) Мэтью Флиндерс и Джордж Басс также останавливались у реки Деруэнт. Флиндерс, как и Блай, называл эту гору Table Mountain.
В рождественский день 25 декабря 1798 года на вершину горы взошёл Джордж Басс — это считается первым восхождением на эту гору человека европейского происхождения.

### XIX век
Когда выходцы из Британии впервые поселились в районе нынешнего Хобарта в 1804 году, прижилось английское название горы Table Mountain. Оно оставалось общепринятым до 1822 года, когда было решено переименовать гору в честь Артура Уэлсли Веллингтона, который (вместе с Блюхером) одержал окончательную победу над Наполеоном в битве при Ватерлоо 18 июня 1815 года.
В 1805 году на гору несколько раз восходил для собирания растений известный ботаник Роберт Броун, а в 1819 году — другой ботаник, Аллан Каннингем. В феврале 1836 года Чарльз Дарвин во время своего кругосветного путешествия на корабле «Бигль» (HMS Beagle) посетил Хобарт и поднялся на гору Веллингтон, описав это в своей книге «Путешествие натуралиста вокруг света на корабле „Бигль“» (The Voyage of the Beagle). В частности, он описал эвкалипты и гигантские папоротники (Dicksonia antarctica), растущие на склоне горы.
| Отрывок из книги Чарльза Дарвина В другой день я поднялся на гору Веллингтон; я взял с собой проводника, потому что первая моя попытка окончилась неудачей — до того густ был лес. Проводник наш, впрочем, оказался бестолковым малым и повёл нас к южному, сырому склону горы, покрытому очень пышной растительностью; подъём там из-за множества гнилых древесных стволов был почти так же труден, как подъём на гору на Огненной Земле или на Чилоэ. Чтобы добраться до вершины, пришлось упорно карабкаться пять с половиной часов. Во многих местах эвкалипты достигали громадных размеров, образуя великолепный лес. В некоторых самых глубоких лощинах необыкновенно разрослись древовидные папоротники; я видел один, достигавший по крайней мере 20 футов в вышину до основания листьев, а в обхвате имевший ровно 6 футов. Листья, образуя нечто вроде изящнейших зонтиков, давали густую тень, подобную мраку первого часа ночи. Вершина горы широка, плоска и сложена громадными угловатыми массивами обнажённой зеленокаменной породы. Она поднимается на 3100 футов над уровнем моря. Стояла великолепная ясная погода, и мы насладились обширнейшим видом: к северу страна, казалось, состояла из одних только покрытых лесом гор примерно такой же высоты, что и та, на которой мы стояли, и с такими же мягкими очертаниями; к югу отчётливо, словно на карте, рисовалась изрезанная береговая линия, образующая множество заливов со сложными контурами. Пробыв на вершине несколько часов, мы спустились по более удобному пути, но на «Бигль» попали только в 8 часов, в самом конце утомительного дня. Оригинальный текст (англ.)On another day I ascended Mount Wellington; I took with me a guide, for I failed in a first attempt, from the thickness of the wood. My guide, however, was a stupid fellow, and conducted us to the southern and damp side of the mountain, where the vegetation was very luxuriant, and the labour of the ascent, from the number of rotten trunks, almost as great as on a mountain in Tierra del Fuego or in Chiloe. It cost us five and a half hours of hard climbing before we reached the summit. In many parts the gum-trees grew to a great size, and the whole composed a noble forest. In some of the dampest ravines, tree-ferns flourished in an extraordinary manner; I saw one which must have been, at least, twenty feet high to the base of the fronds, and was in girth exactly six feet. The foliage of these trees, forming so many most elegant parasols, created a gloomy shade, like that of the first hour of night. The summit of the mountain is broad and flat, and is composed of huge angular masses of naked greenstone. Its elevation is 3100 feet above the level of the sea. The day was splendidly clear, and we enjoyed a most extensive view; to the northward the country appeared a mass of wooded mountains, of about the same elevation and tame outline with the one on which we were standing: to the south, the outline of the broken land and water, forming many intricate bays, was mapped with clearness before us. After staying some hours on the summit, we found a better way to descend, but did not reach the Beagle till eight o'clock, after a severe day's work. |

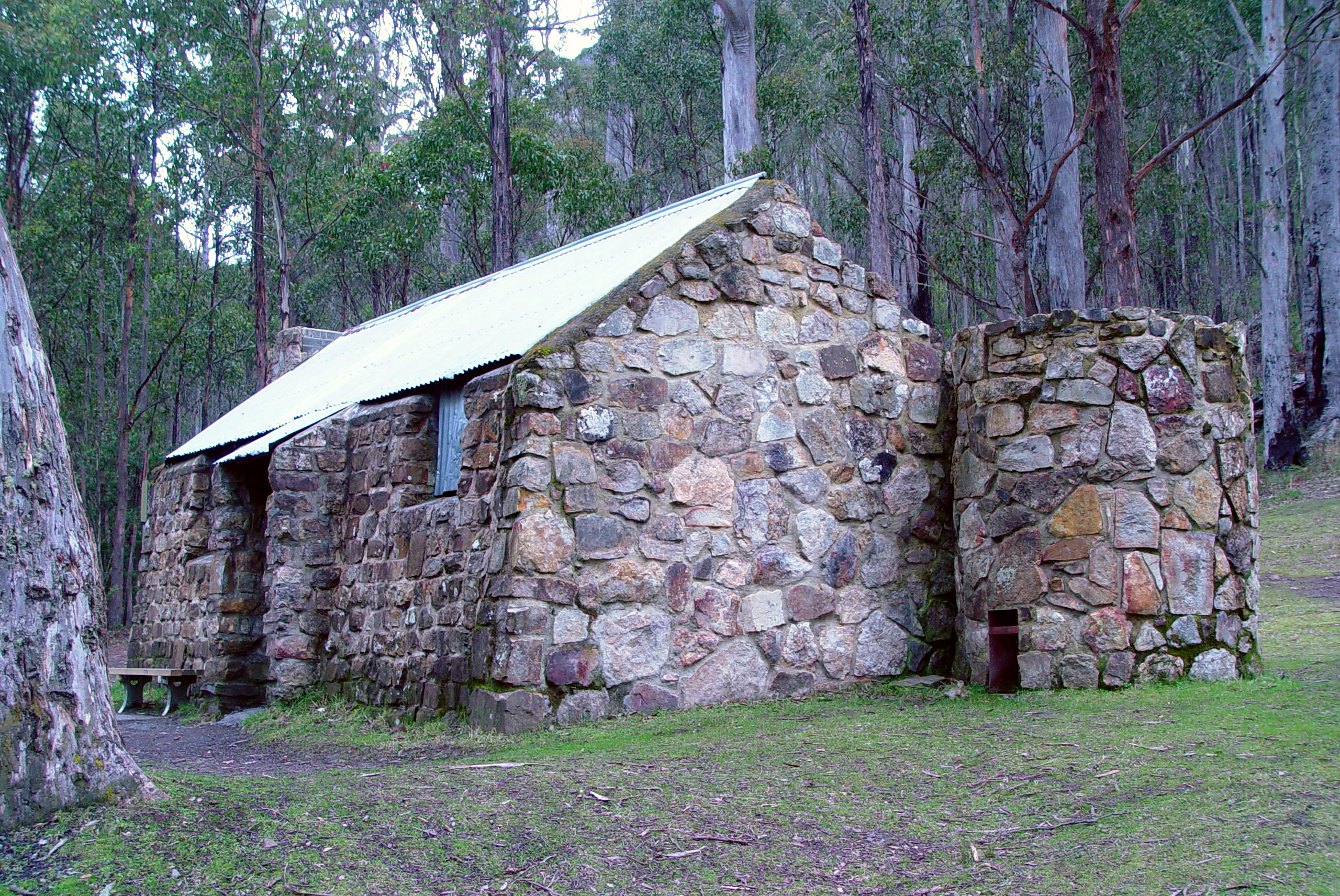
Хижина-приют на восточном склоне горы Веллингтон

Первой женщиной европейского происхождения, достигшей вершины горы Веллингтон, возможно, была Джейн Франклин (Jane Franklin), жена тогдашнего лейтенант-губернатора Тасмании Джона Франклина. Это произошло в 1837 году.
Начиная с этого времени гора становится популярным местом активного отдыха жителей Хобарта. На склонах горы было построено множество хижин и мест для отдыха, а также организованы резервуары для снабжения Хобарта водой. В 1840-х годах первые люди европейского происхождения достигли красивого водопада с южной стороны горы, который они назвали водопадом Веллингтон.

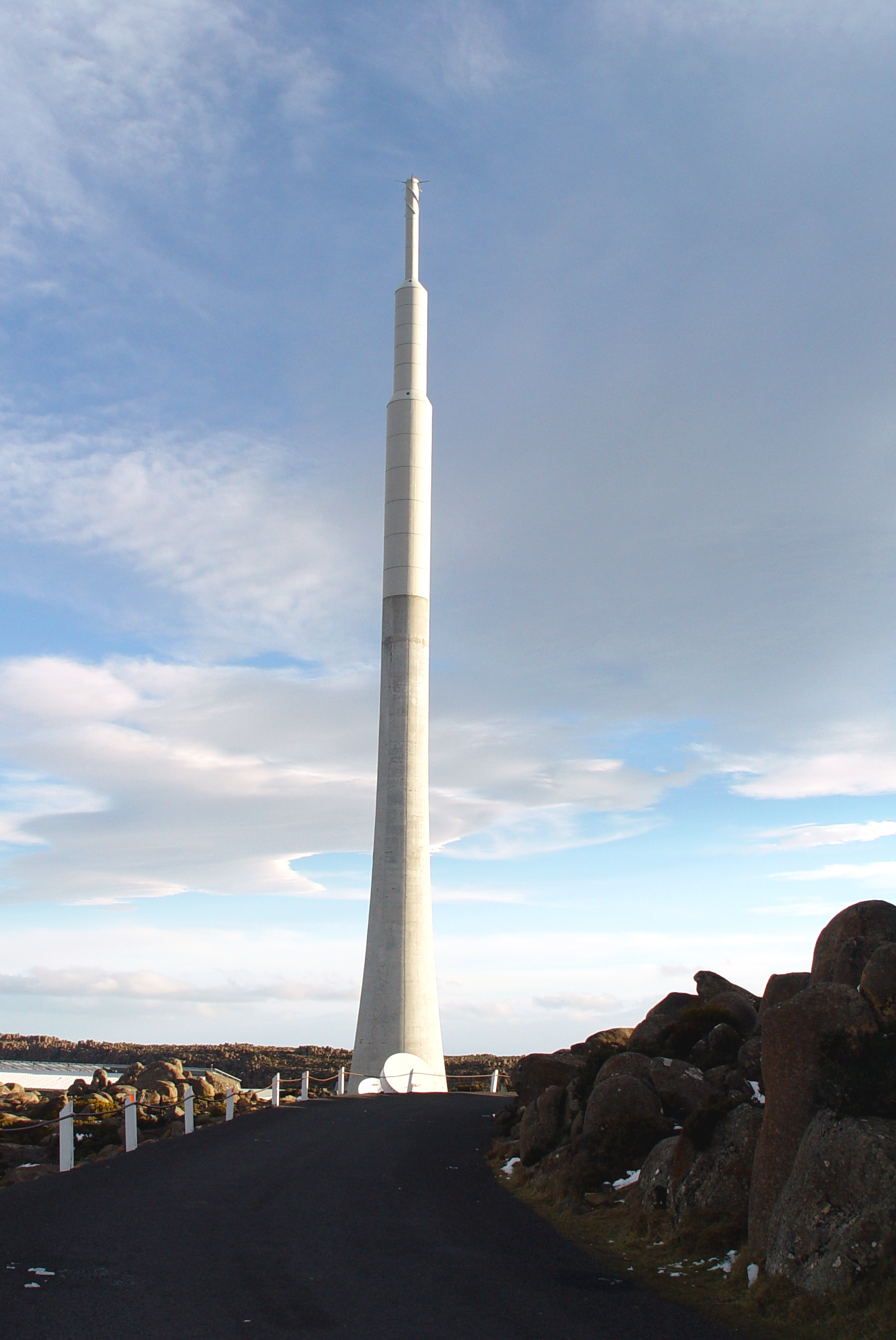
Телебашня Australia Tower у вершины горы

В 1855 году Землю Ван-Димена переименовали в Тасманию. Этот год, однако, запомнился не только этим, а также несколькими разбойными нападениями и убийствами в районе Хобарта и горы Веллингтон. В том же году был пойман (а затем повешен) подозреваемый в этих убийствах, некий Джон «Рокки» Уилан (John 'Rocky' Whelan), который, как выяснилось, жил в пещере на склоне горы, которая до сих пор обозначается на картах как Rocky Whelan’s Cave.
В 1861 году в посёлке Ферн-Три была открыта гостиница Fern Tree Inn. В том же году на ручье Санди-Бей были построены запруды и созданы резервуары для воды, являвшиеся частью системы водоснабжения Хобарта. В 1869 году было завершено строительство дороги Хьюон-Роуд, соединяющей Хобарт и Хьюонвилл и проходящей через Ферн-Три.
В 1895 году на вершине горы Веллингтон была установлена первая метеорологическая станция.

### XX век и настоящее время
В 1906 году большая часть восточных (то есть обращённых к Хобарту) склонов горы была официально объявлена общественным парком. В 1920-х годах были проложены новые тропы, некоторые из которых существуют и поныне.

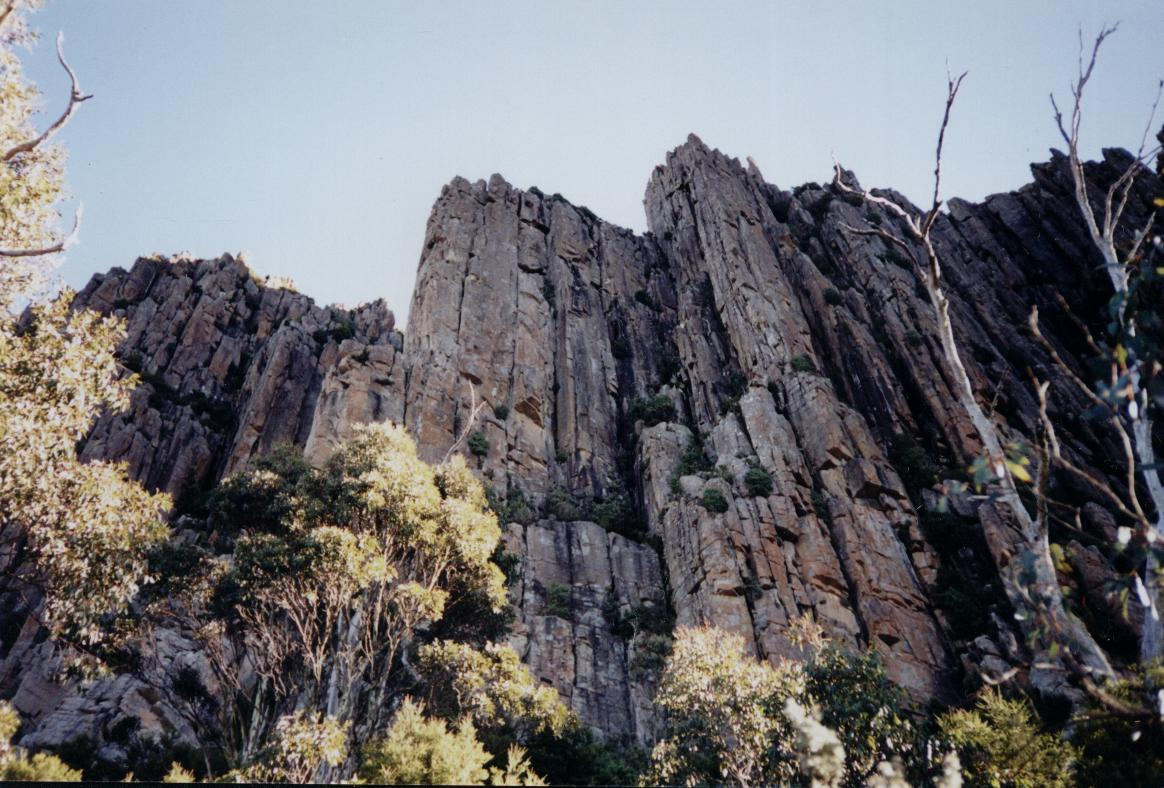
«Органные трубы», вид вблизи

В начале 1930-х годов, во время Великой Депрессии, уровень безработицы в Тасмании составлял 27 %. В качестве меры по борьбе с безработицей тогдашний премьер Тасмании Альберт Огилви (Albert G. Ogilvie) организовал строительство дороги к вершине горы Веллингтон. Строительство дороги было завершено в 1937 году, и она получила название Pinnacle Drive («дорога к вершине»), хотя неофициально в течение долгого времени её называли «шрамом Огилви» (англ. Ogilvie's scar), поскольку она наискось рассекала склон горы.
Примерно на полпути к вершине находится место для отдыха, которое называется The Springs (источники). Когда-то здесь действительно было шале с оздоровительными источниками, но оно было разрушено во время крупного лесного пожара в 1967 году. Тогда же сгорела бо́льшая часть хижин-приютов, построенных ранее.

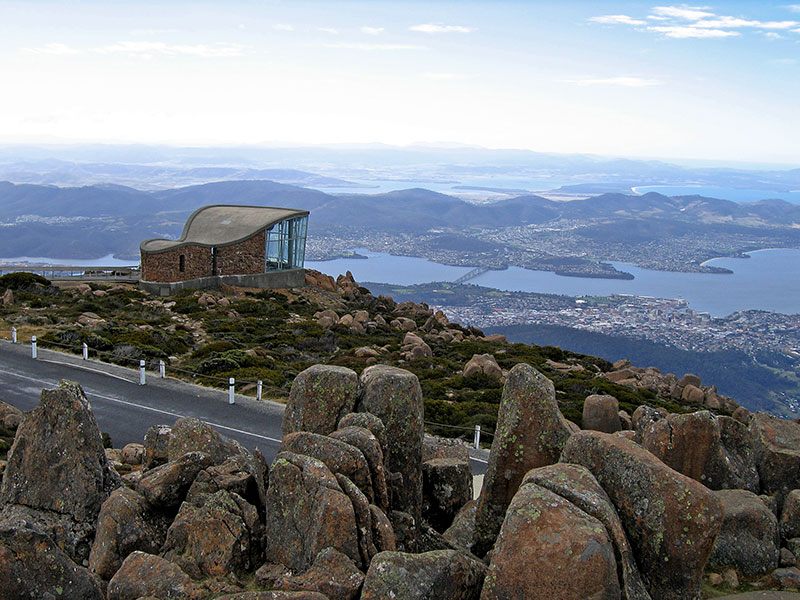
Вид с вершины горы на здание обозрения

В 1959—1960 годах на вершине горы Веллингтон была установлена стальная 104-метровая башня NTA Tower для радио- и телевизионного вещания, которая функционировала до 1990-х годов. В 1991 году было принято решение построить новую, более современную башню. Строительство 131-метровой железобетонной башни Australia Tower было завершено в 1996 году, а в 1997 году была демонтирована старая стальная башня.

## Климат
Средние максимальные и минимальные месячные температуры для горы Веллингтон, а также средние уровни осадков приведены в климатограмме. Максимальная температура 34,5 °С была зарегистрирована 19 марта 1993 года, а минимальная температура −9,1 °С была зарегистрирована 3 сентября 1993 года.
Гора оказывает значительное влияние на погоду в Хобарте — иногда даже говорят, что жителям Хобарта, чтобы предсказать погоду, достаточно взглянуть на гору Веллингтон. На вершине может быть сильный ветер, порывы которого достигали 174 км/ч. В течение всего года ветер дует преимущественно с запада и северо-запада. Зимой вершина часто покрыта снегом. Небольшие снегопады случаются также весной, осенью и даже летом. Погода может меняться очень быстро — день может начаться с ясной погоды, потом продолжиться дождём, снегом, потом опять будет солнечно, и т. д.
| Показатель                                              | Янв. | Фев. | Март | Апр. | Май  | Июнь | Июль | Авг. | Сен. | Окт. | Нояб. | Дек. | Год   |
| ------------------------------------------------------- | ---- | ---- | ---- | ---- | ---- | ---- | ---- | ---- | ---- | ---- | ----- | ---- | ----- |
| Абсолютный максимум, °C                                 | 29,8 | 29,6 | 26,1 | 24,7 | 14,9 | 13,3 | 9,8  | 13,4 | 19,5 | 22,0 | 26,2  | 27,6 | 29,8  |
| Средний суточный максимум, °C                           | 13,4 | 13,7 | 11,4 | 8,4  | 5,6  | 3,6  | 2,4  | 2,7  | 4,4  | 7,0  | 9,3   | 11,0 | 7,7   |
| Средний суточный минимум, °C                            | 4,7  | 5,4  | 4,1  | 2,2  | 0,6  | −0,7 | −1,5 | −1,7 | −1,3 | 0,0  | 1,6   | 2,8  | 1,4   |
| Абсолютный минимум, °C                                  | −3,4 | −7,4 | −4,7 | −6,5 | −8,1 | −7,5 | −8,1 | −7,8 | −9,1 | −7,7 | −6,2  | −4,4 | −9,1  |
| Норма осадков, мм                                       | 84,7 | 78,9 | 75,9 | 88,9 | 65,4 | 76,4 | 72,1 | 89,2 | 69,9 | 77,9 | 87,5  | 87,9 | 954,9 |
| Источник: Австралийское бюро метеорологии (ноябрь 2014) |      |      |      |      |      |      |      |      |      |      |       |      |       |

## Лесные пожары

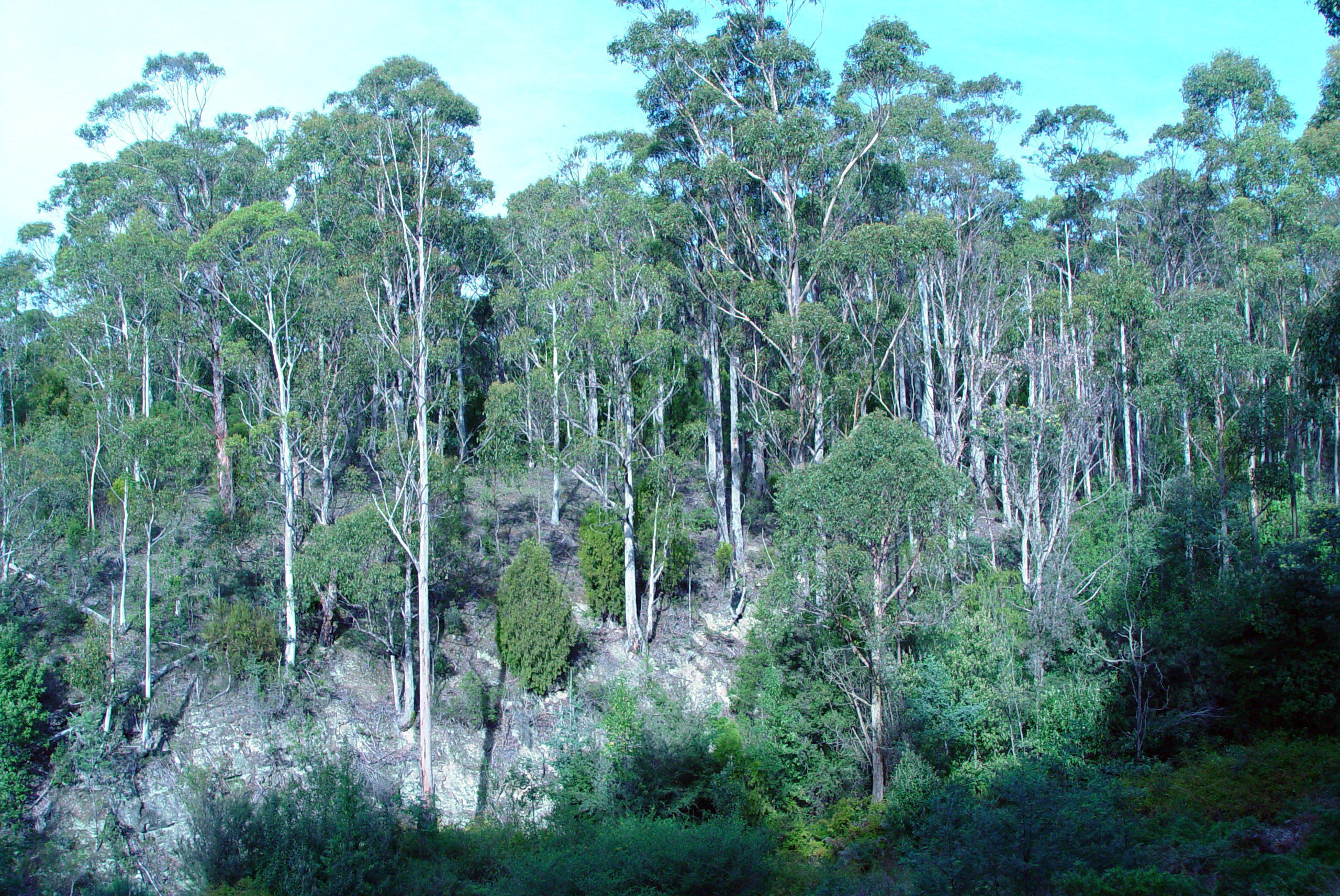
Эвкалиптовый лес на восточном склоне горы Веллингтон

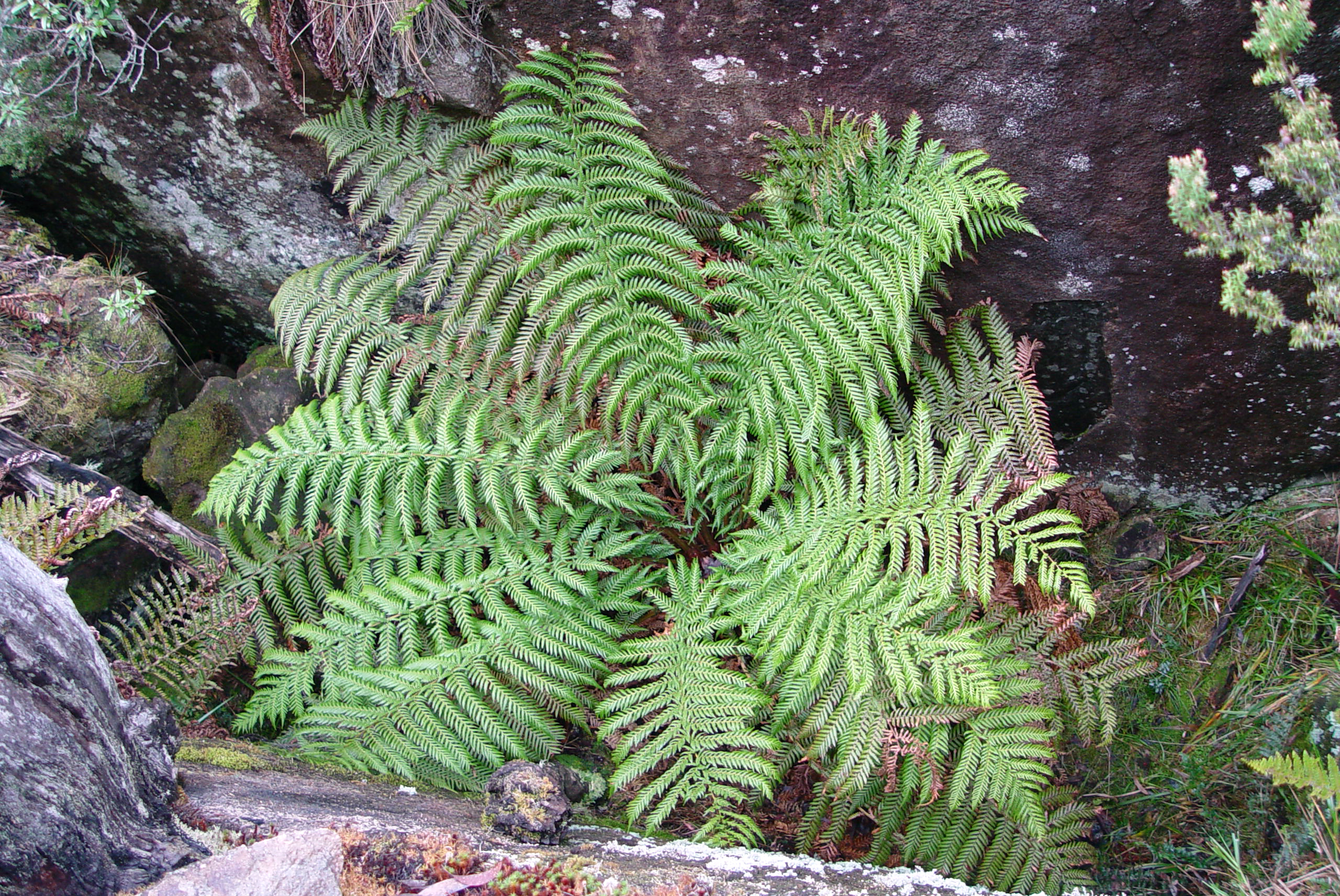
Диксония антарктическая (Dicksonia antarctica) на склоне горы Веллингтон

Самые крупные лесные пожары на склонах горы Веллингтон произошли в декабре 1897 года и в феврале 1967 года.
В конце декабря 1897 года пожары бушевали целую неделю и стали наиболее опасными 31 декабря. В результате погибли по меньшей мере 6 человек.
В начале февраля 1967 года пожары продолжались более четырёх дней, достигнув своей кульминации 7 февраля. Сгорели многие дома в Ферн-Три и близлежащих посёлках, включая гостиницы в Ферн-Три и Спрингс. Серьёзность ситуации усугублялась сильным ветром со средней скоростью до 80 км/ч, и пожар приблизился к Хобарту на расстояние в 2 км. В результате погибли 62 человека, пострадало около 900 человек, а остались без крова более 7000 человек. Также погибло много домашних животных — около 500 лошадей, 1350 коров и быков, 60 тысяч овец, 600 свиней и другие.
Церковь Святого Рафаэля (St Raphael's Church) в Ферн-Три, построенная в 1893 году, является одним из немногих зданий, которые смогли пережить пожары 1897 и 1967 годов.

## Флора и фауна
В нижней части склонов горы Веллингтон, в основном на высотах до 800 м, находится много эвкалиптовых лесов. Выше 800 м также встречаются эвкалипты, но, как правило, низкорослые. В частности, кустарниковые заросли ягодных эвкалиптов (Eucalyptus coccifera) произрастают на скалистых склонах на высотах до 1100—1200 м. В английском языке для ягодных эвкалиптов также используется название Mount Wellington peppermint — «перечная мята горы Веллингтон». На высотах от 760 м до 1100 м встречаются коробочконосные эвкалипты (Eucalyptus urnigera), иногда растущие вместе с ягодными эвкалиптами. Ниже этого пояса находятся более влажные леса Eucalyptus delegatensis. На высотах от 600 м до 750 м встречаются Eucalyptus johnstonii. На высотах от 240 м до 670 м преобладают косые эвкалипты (Eucalyptus obliqua), но также встречаются царственные эвкалипты (Eucalyptus regnans), прутовидные эвкалипты (Eucalyptus viminalis), Eucalyptus delegatensis и Eucalyptus tenuiramis.
Кроме эвкалиптов, встречаются также и другие растения, среди которых акация серебристая (Acacia dealbata), диксония антарктическая (Dicksonia antarctica) и многие другие. На бо́льших высотах растут нотофагус Каннингема (Nothofagus cunninghamii), атеросперма мускусная (Atherosperma moschatum) и другие. Всего на склонах горы произрастает более 400 различных видов растений.
Из животных на склонах горы Веллингтон встречаются рыже-серые валлаби (подвид Macropus rufogriseus), тасманийские филандеры (Thylogale billardierii), лисовидные поссумы (Trichosurus vulpecula) и трёхпалые крысиные потору (Potorous tridactylus). В лесах живут также кольцехвостые поссумы (Pseudocheirus peregrinus), малые бандикуты (Isoodon obesulus), тасманийские бандикуты (Perameles gunnii), толстохвостые поссумы (Cercartetus nanus), тасманийские поссумы (Cercartetus lepidus), сахарные сумчатые летяги (Petaurus breviceps) и сумчатые мыши Свенсона (Antechinus swainsonii).
В районе горы Веллингтон в течение года наблюдается более 50 различных видов птиц, часть которых является эндемиками Тасмании. Наиболее распространены веерохвостые щетинистые кукушки (Cacomantis flabelliformis), тасманийские во́роны (Corvus tasmanicus) и огненногрудые петроики (Petroica phoenicea). В лесах у подножия и на склонах горы встречаются птицы из отряда воробьинообразных — серогрудые сорокопутовые мухоловки (Colluricincla harmonica), прекрасные расписные малюры (Malurus cyaneus), рыжелобые шипоклювки (Acanthiza pusilla), желтогорлые медососы (Lichenostomus flavicollis), золотокрылые медовки (Phylidonyris pyrrhopterus), леопардовые радужные птицы (Pardalotus punctatus) и полосатые радужные птицы (Pardalotus striatus).

## Гора Веллингтон в искусстве

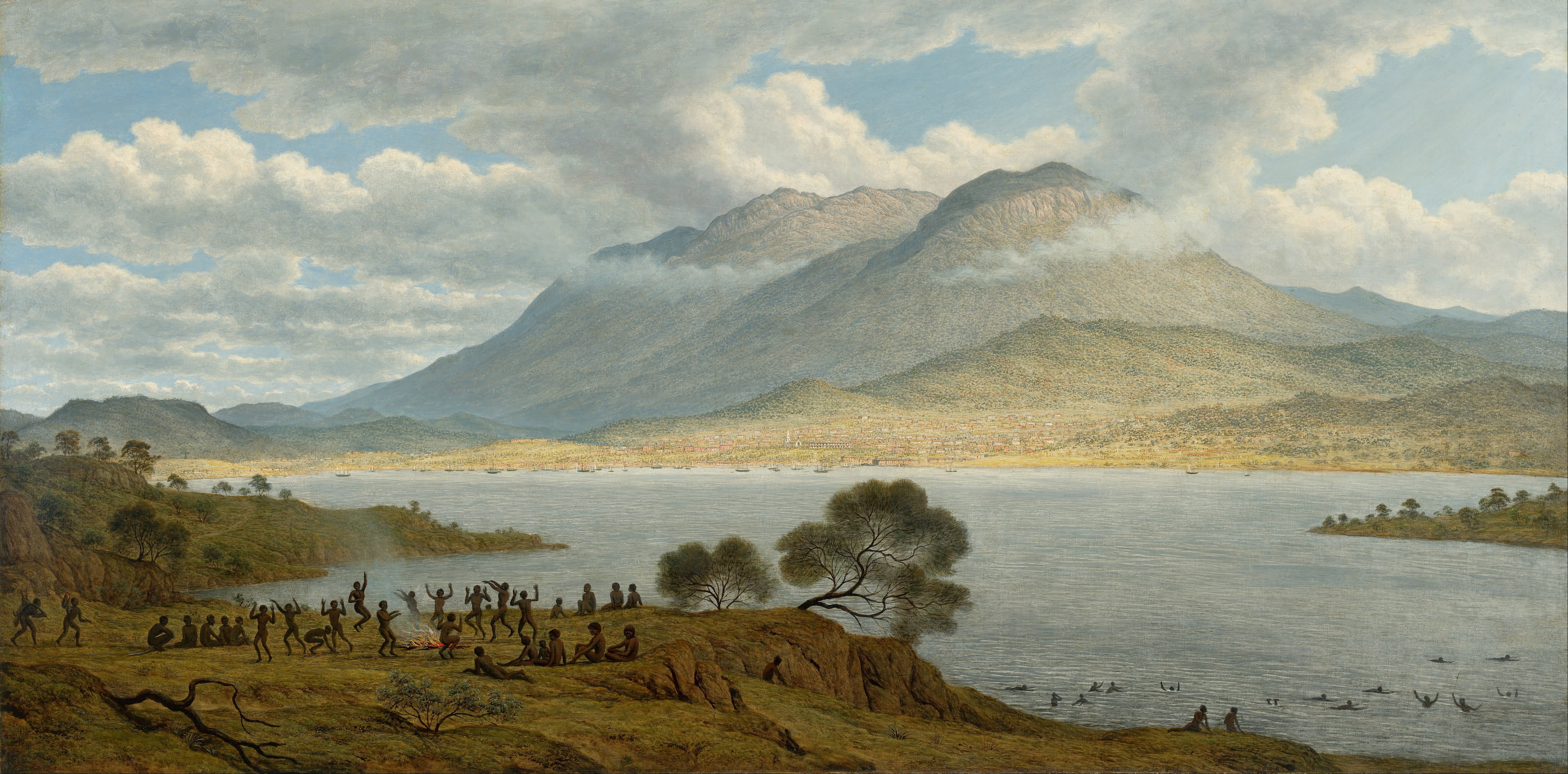
Джон Гловер, «Вид на гору Веллингтон и Хобарт от Кенгуру-Пойнт» (1834)

Одна из самых известных картин, на которой изображена гора Веллингтон, была написана в 1834 году английским художником Джоном Гловером (John Glover, 1767—1849). Название картины — «Вид на гору Веллингтон и Хобарт от Кенгуру-Пойнт» (англ. Mount Wellington and Hobart Town from Kangaroo Point), размер — 76,2 × 152,4 см. Она является частью собрания Национальной галереи Австралии. На заднем плане картины доминирует гора Веллингтон, перед которой видны постройки Хобарта, а на переднем плане изображены танцующие у костра и плавающие в реке тасманийские аборигены.
В 1840-х годах английский художник Джон Скиннер Праут (John Skinner Prout, 1805—1876) создал ряд картин, связанных с горой Веллингтон, в числе которых «Ручей Каскейд с горой Веллингтон на заднем плане» (англ. Cascade Rivulet, Mount Wellington in the background, около 1845 года), «Хобартский ручей и гора Веллингтон» (англ. Hobart Town Rivulet and Mount Wellington, около 1847 года) и другие.
Несколько картин с изображением горы Веллингтон написал художник французского происхождения Хотон Форрест (Haughton Forrest, 1826—1925), который с 1876 года жил в Тасмании. К числу его картин относятся «Вид на гору Веллингтон от Каскейдс» (англ. Mount Wellington from Cascades, около 1885 года), «Пивоварня Каскейд и гора Веллингтон» (англ. Cascade Brewery and Mount Wellington, около 1890 года), «Вид на гору Веллингтон от ручья Хамфри» (англ. Mount Wellington from Humphrey’s Rivulet) и другие.
В Художественной галерее Нового Южного Уэльса также находится картина художника Ллойда Риса (Lloyd Rees, 1895—1988) «Вершина горы Веллингтон» (англ. The summit, Mt Wellington, 1973).

## Туристские маршруты
Автомобильная дорога  Pinnacle Drive ответвляется от дороги  Хьюон-Роуд (Huon Road) в посёлке Ферн-Три. Она проходит ниже «органных труб» (слева направо, если смотреть на склон горы с востока), затем поднимается на перемычку между вершинами гор Веллингтон и Артур, после чего, делая крутой разворот, выходит на вершину горы Веллингтон. Чуть ниже вершины находится здание обозрения, к которому ведёт пешеходная дорожка.
Основные туристские тропы к вершине горы Веллингтон начинаются от места отдыха The Springs, расположенного недалеко от Ферн-Три (около 1 км по тропе, 3,5 км вдоль автомобильной дороги) на высоте 720 м. Самая популярная тропа — Pinnacle Track («тропа к вершине»). Она идёт сначала на север, но, не доходя до «органных труб», ответвляется от тропы Organ Pipes Track (которая проходит под «органными трубами») и зигзагом уходит налево, к вершине горы (эта часть тропы называется Zigzag Track). Другой популярный маршрут — крутой подъём от The Springs к южной вершине горы Веллингтон, а затем пологий траверс вдоль гребня к основной вершине (вдоль South Wellington Track). Каждый из этих маршрутов занимает несколько часов и (в хорошую погоду) не представляет технических сложностей, за исключением требования общей физической подготовленности.
Кроме этого, на склонах горы Веллингтон находится несколько живописных водопадов, к которым тоже можно дойти по тропам. Недалеко от The Springs находится водопад Силвер (Silver Falls). В верховьях ручья Хобарт, также недалеко от The Springs, находится водопад О'Грэди (O'Gradys Falls), а ниже по течению — водопад Стрикленд. От The Springs также начинается тропа к наиболее удалённому водопаду Веллингтон, который находится на реке Норт-Уэст-Бей у южного склона горы (согласно описанию, путь в оба конца занимает 7 часов).
Скальные сбросы «органных труб» популярны у местных и приезжих скалолазов. Практически отвесные долеритовые колонны представляют собой скальные маршруты с перепадом высоты до 120 м со множеством щелей, каминов и выступов. Клуб скалолазов Тасмании классифицировал несколько десятков маршрутов разной сложности.